# جونس (بازیکن فوتبال)
جونس (به پرتغالی: Jhonnes Marques de Souza) مدافع اهل برزیل است که در شهر لوندرینا و در تاریخ ۲۲ آوریل ۱۹۸۴ به دنیا آمده‌است.
جونس در تیم‌های فوتبال Junior Team Futebol سابقهٔ حضور دارد.